# Evanna Lynch

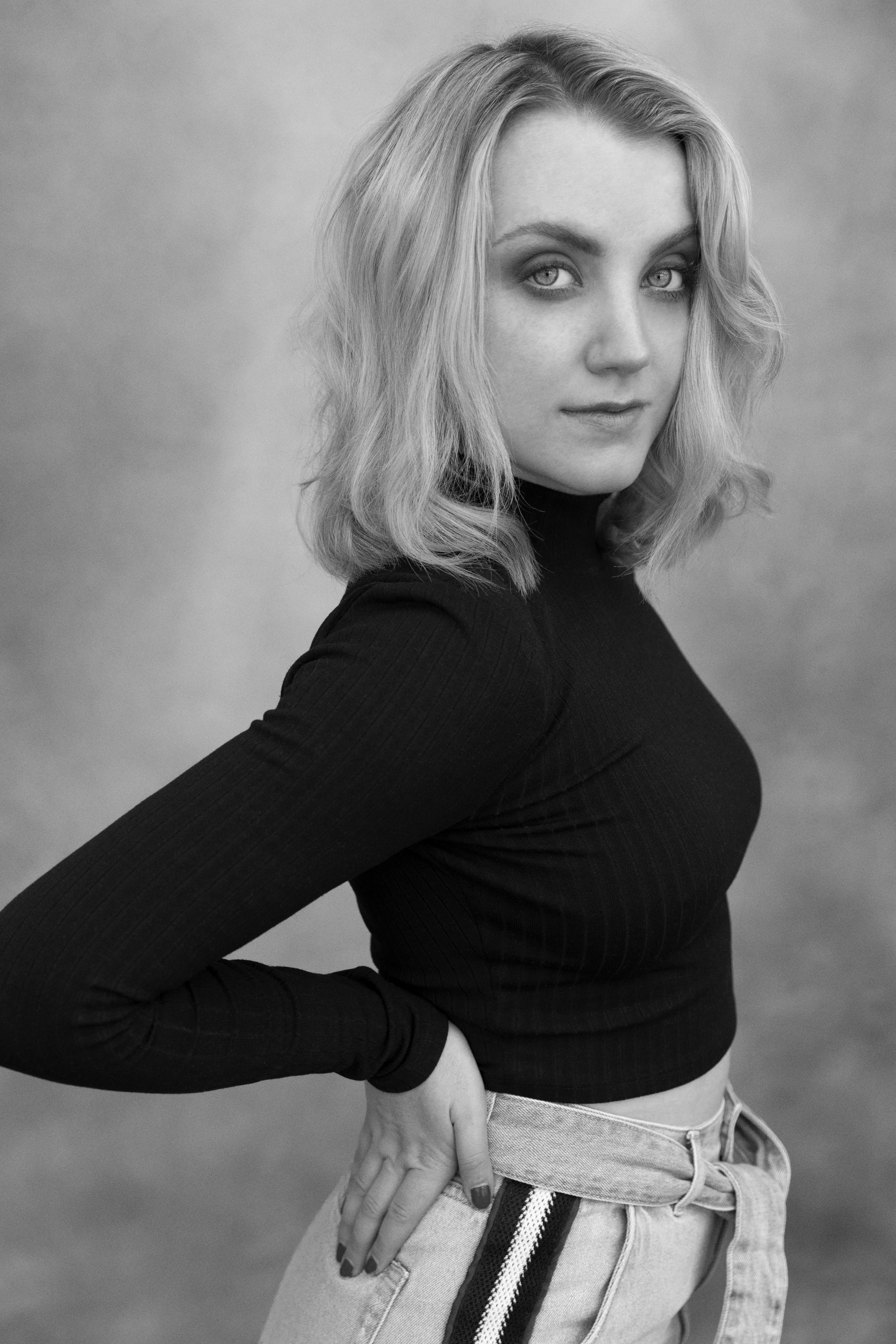
Evanna Lynch (2018)

Evanna Patricia Lynch (* 16. August 1991 in Termonfeckin, County Louth, Irland) ist eine irische Schauspielerin, ein Model, Autorin sowie vegane Aktivistin. Sie wurde durch ihre Rolle als Luna Lovegood in den Verfilmungen der Harry-Potter-Romane bekannt.

## Leben und Karriere
Lynch, die von Anfang an großer Fan der Harry-Potter-Romane war, verfasste als Schülerin einen Brief an Joanne K. Rowling, in welchem sie sich bedankte und schrieb, wie sehr ihr die Bücher und vor allem die Figur der Luna Lovegood halfen und von ihrer Essstörung ablenkten. Rowling antwortete ihr und es entwickelte sich ein Briefkontakt.
Unabhängig davon nahm Lynch, die vorher nie Schauspielunterricht genommen hatte, 2006 bei einem offenen Casting in London für die Rolle der Luna teil, und setzte sich gegen 15.000 andere Mädchen durch. 2007 gab sie dann in der Verfilmung des fünften Buches Harry Potter und der Orden des Phönix ihr Kinodebüt. Joanne K. Rowling sagte, dass Lynch „perfekt“ zur Rolle der Luna passe. Für ihre Darstellung in Harry Potter und der Halbblutprinz gewann sie 2009 einen Scream Award in der Kategorie „Beste Nebendarstellerin“ und war für einen Young Artist Award nominiert.
Lynch besuchte bis Juni 2004 die Cartown National School, eine öffentliche Grundschule in Termonfeckin. Dann wechselte sie auf das Our Lady’s College, eine katholische Mädchenschule in Drogheda im County Louth. Ab 2008 studierte sie Drama am Centre for the Talented Youth of Ireland, einer Sommerakademie in Glasnevin, Dublin. Während der Drehzeiten zu Harry Potter erhielt sie mindestens drei Stunden Einzelunterricht pro Tag. Ab September 2010 besuchte Lynch das Institute of Education in Dublin, um ihr Irish Leaving Certificate zu wiederholen.
Nach den Dreharbeiten von Harry Potter zog sie von London nach Los Angeles und arbeitete dort als Schauspielerin und Yogalehrerin. Im November 2016 zog sie zurück nach London und spielte dort u. a. im Theaterstück Disco Pigs mit. In den 2010er-Jahren spielte sie in einer Reihe von Kinofilmen und Fernsehserien, die allerdings hinter dem Bekanntheitsgrad der Harry-Potter-Filme weit zurückblieben.

### Privates
Seit 2007 war sie mit dem englischen Schauspieler Robbie Jarvis zusammen, was beide jedoch erst im April 2015 öffentlich bekannt gaben. 2016 trennte sich das Paar.
Im Alter von 11 Jahren wurde Lynch Vegetarierin. Seit 2015 ist Lynch Veganerin und hat im November 2017, unter anderem mit Robbie Jarvis, einen Podcast namens The ChickPeeps zum Thema Veganismus ins Leben gerufen. 2016 hielt sie im Zuge einer Preisverleihung eine Rede zum Thema Veganismus.

#### Soziales Engagement
2021 veröffentlichte Lynch ihre Memoiren namens The Opposite of Butterfly Hunting, in denen sie ihren Kampf gegen Anorexia nervosa mit diversen Klinikaufenthalten, sowie den Prozess der Genesung und des Erwachsenwerdens thematisiert. Dabei berichtet sie auch über die Arbeit an den Harry-Potter-Filmen sowie ihre anschließenden Karriere.
Im August 2022 tat sich die überzeugte Veganerin mit der US-amerikanischen Psychologin und Aktivistin Melanie Joy zusammen, um einen neuen Podcast mit dem Titel Just Beings zu starten. In Gesprächen mit Changemakern erforschen sie, wie wir alle unser Denken ändern können, um eine gerechtere Welt für Menschen, Tiere sowie den Planeten zu schaffen – und dabei unser persönliches Leben zu verbessern.

## Filmografie (Auswahl)
- 2007: Harry Potter und der Orden des Phönix (Harry Potter and the Order of the Phoenix)
- 2009: Harry Potter und der Halbblutprinz (Harry Potter and the Half-Blood Prince)
- 2010: Harry Potter und die Heiligtümer des Todes: Teil 1 (Harry Potter and the Deathly Hallows: Part 1)
- 2011: Harry Potter und die Heiligtümer des Todes: Teil 2 (Harry Potter and the Deathly Hallows: Part 2)
- 2012: Sindbad (Sinbad; Fernsehserie, Folge 1x12 Land of the Dead)
- 2013: G.B.F
- 2015: Addiction: A 60's Love Story
- 2015: Danny and the Human Zoo (Fernsehfilm)
- 2015: My Name is Emily
- 2019: Madness in the Method
- 2021: Silent Witness (Fernsehserie, 2 Folgen)
- 2022: Harry Potter 20th Anniversary: Return to Hogwarts (Fernsehspecial)
- 2024: Meine verrückte Familie (My Freaky Family)

## Theater
- 2012: A Very Potter Senior Year (LeakyCon, Chicago)
- 2013: Houdini (Grand Theatre, Blackpool)
- 2017: Disco Pigs (Trafalgar Studios, London)

## Werke
- 2021: The Opposite of Butterfly Hunting, Headline Book, ISBN 978-1-4722-8305-4
- 2024: From the Wizarding Archive. Curated Writing from the World of Harry Potter, Pottermore Publishing & Audible (Vorwort und Mitwirkende)